# Lijst van burgemeesters van Anderlecht
Dit is een lijst van burgemeesters van de gemeente Anderlecht.
| Van  | Tot  | Naam                                                    | Geboorteplaats      | Politieke partij | Duur van het mandaat                    | Aantal mandaten  | Beroep                         | Straat/Laan |
| ---- | ---- | ------------------------------------------------------- | ------------------- | ---------------- | --------------------------------------- | ---------------- | ------------------------------ | ----------- |
| 1830 | 1835 | Pierre Van Winghen                                      | ?                   | ?                | 6 jaar                                  | 1                |                                |             |
| 1836 | 1842 | Charles de Formanoir de la Cazerie                      | ?                   | ?                | 6 jaar                                  | 1                |                                | Straat      |
| 1842 | 1862 | Guillaume Hoorickx                                      | ?                   | ?                | 10 jaar                                 |                  |                                | -           |
| 1862 | 1872 | Jean-Désiré de Fiennes                                  | ?                   | ?                | 10 jaar                                 |                  |                                | Straat      |
| 1872 | 1884 | Jérôme Van Lint                                         | ?                   | ?                | 12 jaar                                 | 2                |                                | Straat      |
| 1884 | 1919 | Georges Moreau                                          | ?                   | ?                | 35 jaar                                 | 5                |                                | Straat      |
| 1919 | 1927 | Ferdinand Demets                                        | Sint-Gillis         | Partie Libéral   | 8 jaar                                  |                  |                                | Straat      |
| 1927 | 1933 | Félix Paulsen                                           | ?                   | POB              | 6 jaar                                  | 1                |                                | Laan        |
| 1933 | 1938 | Théophile Lambert                                       | ?                   |                  | 5 jaar                                  | 1                |                                | Laan        |
| 1938 | 1939 | René Berrewaerts                                        | ?                   | ?                | 1 jaar                                  | 1 (interim)      |                                | Laan        |
| 1939 | 1947 | Marius Renard                                           | ?                   | PSB              | 8 jaar                                  | 1 + 1 onvoltooid | Ja                             | Laan        |
| 1947 | 1966 | Joseph Bracops                                          | Stad Brussel        | PSB              | 19 jaar                                 | 3                | Ja                             | Laan        |
| 1967 | 1984 | Henri Simonet (1972 - 1979 waarnemend: Guillaume Cumps) | Stad Brussel        | PS               | 18 jaar                                 | 3                |                                | Laan        |
| 1985 | 2000 | Christian d'Hoogh                                       | Etterbeek           | PS               | 16 jaar                                 | 2 + 1 toegewezen |                                | -           |
| 2001 | 2007 | Jacques Simonet                                         | Watermaal-Bosvoorde | MR               | 7 jaar (overleden tijdens zijn mandaat) | 1 + 1 onvoltooid | Advocaat                       | -           |
| 2007 | 2012 | Gaëtan Van Goidsenhoven                                 | Anderlecht          | MR               | 5 jaar                                  | 1                | Historicus                     | -           |
| 2013 | 2020 | Éric Tomas                                              | Ukkel               | PS               | 7 jaar                                  |                  | Burgerlijk ingenieur           | -           |
| 2020 | -    | Fabrice Cumps                                           |                     | PS               | Tot op heden                            |                  | Lic. economische wetenschappen |             |

Brussels Hoofdstedelijk Gewest:
Anderlecht · 
Brussel

Vlaanderen:
Aalst · 
Aarschot · 
Antwerpen · 
 Asse · 
Beernem · 
Bertem · 
Blankenberge · 
Brugge · 
Damme · 
De Haan · 
De Panne · 
Deerlijk · 
Deinze · 
Eeklo · 
Evergem · 
Galmaarden · 
Geraardsbergen · 
Gent · 
Halle · 
Hasselt · 
Herent · 
Herk-de-Stad · 
Herzele · 
Heusden-Zolder · 
Houthalen-Helchteren · 
Ichtegem · 
Kaprijke · 
Knokke-Heist · 
Kortemark · 
Kortenberg · 
Kortrijk · 
Leuven · 
Lichtervelde · 
Lievegem · 
Lokeren · 
Maldegem · 
Mechelen · 
Moerbeke-Waas · 
Ninove · 
Oostende · 
Oostkamp · 
Poperinge · 
Roeselare · 
Ronse · 
Sint-Lievens-Houtem · 
Sint-Niklaas · 
Sint-Truiden · 
Temse · 
Tielt · 
Tienen · 
Tongeren · 
Torhout · 
Veurne · 
Waregem · 
Wellen · 
Wetteren · 
Wichelen · 
Zaventem · 
Zedelgem · 
Zele · 
Zonhoven · 
Zottegem

Wallonië: 
Charleroi · 
's-Gravenbrakel · 
Morlanwelz · 
Ophain-Bois-Seigneur-Isaac